# جاستن باتون
جاستن نيكولاس باتون (من مواليد 14 يونيو 1997) هو لاعب كرة سلة أمريكي محترف في فريق شوليه باسكت من فريق الدوري الفرنسي لكرة السلة الدرجة الأولى. لعب كرة السلة الجامعية لفريق Creighton Bluejays. اختير باتون مع الاختيار العام السادس عشر في مسودة الدوري الاميركي للمحترفين لعام 2017 من قبل فريق شيكاغو بولز ولكن تدول مع مينيسوتا تمبر وولفز. كما لعب مع فريق فيلادلفيا سفنتي سيكسرز وأوكلاهوما سيتي ثاندر. في 2021-22 قاد الدوري الإسرائيلي الممتاز لكرة السلة في كتل في المباراة الواحدة.